# Mougon
Mougon ist eine Commune déléguée in der französischen Gemeinde Aigondigné mit 2152 Einwohnern (Stand: 1. Januar 2022) im Département Deux-Sèvres in der Region Nouvelle-Aquitaine. Die Einwohner werden Mougonais genannt.
Die Gemeinde Mougon wurde am 1. Januar 2017 mit Thorigné Commune nouvelle Mougon-Thorigné zusammengeschlossen, die ihrerseits am 1. Januar 2019 mit weiteren Gemeinden zur Commune nouvelle Aigondigné zusammengeschlossen wurde. Mougon hat seit dem 1. Januar 2017 den Status einer Commune déléguée. Die Gemeinde Mougon gehörte zum Arrondissement Niort und zum Kanton Celles-sur-Belle.

## Geographie

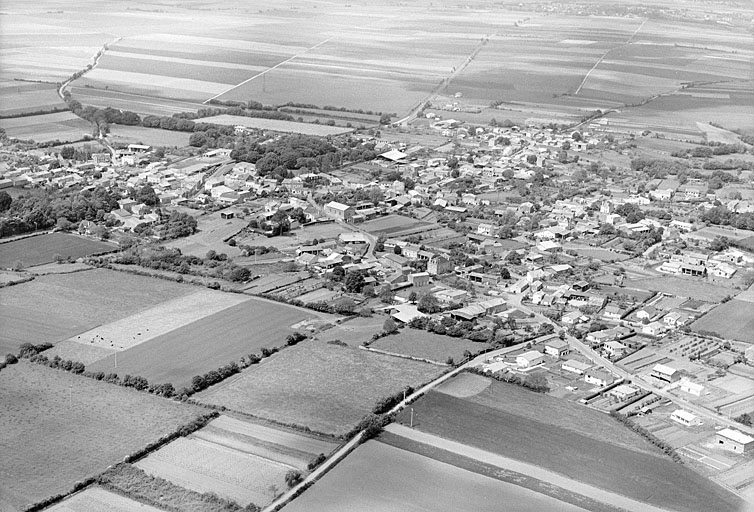
Luftbild von Mougon (entstanden in den 1990er Jahren)

Mougon liegt etwa 13 Kilometer ostsüdöstlich von Niort und etwa 57 Kilometer südwestlich von Poitiers. Durch den Norden der ehemaligen Gemeinde verläuft der Lambon. Umgeben wurde die Gemeinde Mougon von den Nachbargemeinden Fressines im Norden, Aigonnay im Nordosten, Thorigné im Osten, Tauché im Südosten, Prahecq im Süden und Südwesten sowie Vouillé im Westen.

## Bevölkerungsentwicklung
| Jahr      | 1962 | 1968 | 1975 | 1982 | 1990 | 1999 | 2006 | 2012 |
| Einwohner | 1081 | 1054 | 1127 | 1199 | 1358 | 1511 | 1765 | 2081 |

## Sehenswürdigkeiten
- Priorei Saint-Jean-Baptiste, ursprünglich wohl zwischen 1023 und 1031 errichtet, Umbauten im 18. und 19. Jahrhundert
- Kirche Saint-Jean-Baptiste

## Persönlichkeiten
- Louis Claude Monnet de Lorbeau (1766–1819), General